# 노조미 후토
노조미 후토(일본어: 望海風斗, 10월 19일 ~ )는 다카라즈카 가극단 유키구미에 소속된 남자 배우이며 유키구미 톱스타이다.

## 약력
- 2001년 4월, 다카라즈카 음악학교입학.
- 2003년3월, 다카라즈카 가극단에 다카라즈카 가극단 89기생으로 입단. 입단 당시의 성적은 2등. 츠키구미공연 「꽂의 다카라즈카 풍토기 / 시뇨르 ・ 돈 팡」으로 초무대. 그 후 하나구미에 배속.
  - 동기 중에는 현 하나구미 톱스타 아스미 리오, 미야 루리카, 나기나 루우미, 나나미 히로키, 준야 치토세, OG로는 전 호시구미 톱 여역 유메사키 네네, 렌죠 마코토, 시라하나 레미, 아이하나 치사키 등이 있다
- 2009년, 「태왕사신기」로 신인공연 첫 주연
  - 같은 해 「외전 베르사이유의 장미－앙드레편－」에서 신인공연 주연.
- 2012년, 쇼 「카논」에서 처음으로 에뜨와르를 담당한다.
  - 같은 해 「Victrian Jazz」로 바우홀 첫 주연
- 2013년, 「New Wave！－꽃－」 (바우홀 공연)에서 메인 캐스트로 등장
- 2014년, 아스미리오 대극장 피로 공연인 「엘리자벳」 에서는 큰 역할인 루키니역에 발탁된다.
  - 같은 해 11월 17일자로 유키구미로 이동.
- 2015년, 「알 카포네」(드라마시티 ・ 아카사카 ACT 시어터 공연)에서 주연[1]. 신생 유키구미의 2번수가 된다[1].
- 2016년, 「이노우에 요시오 Sings Disneyー～Dream goes on!～」의 오사카공연에 게스트로써 외부출연[2].
  - 같은 해 류 마사키의 퇴단에 따라 칸포 생명 칸포 드림 시어터의 네비게이터에 취임[3].
- 2017년 7월 24일자로 사기리 세이나의 후임으로써 유키구미 톱스타에 취임.
  - 같은 해 상대역으로 마아야 키호를 맞이하여 「호박색의 비에 젖어 / “D”ramatic S！」(전국 투어)로 톱스타로써의 첫 공연을 했다.
  - 『빛이 내리는 길 ～혁명가 막시밀리앙 로베스피에르～／SUPER VOYAGER！－희망의 바다로－』 막시밀리앙 로베스피에르로 대극장 피로 공연 예정.

## 주요 무대

### 초무대 공연
- 2003년 4월～5월, 츠키구미 『꽃의 다카라즈카 풍토기－봄의 춤－／시뇨르 돈 팡』(다카라즈카 대극장 한정)

## 인물
아마미 유키나 츠키구미의 열렬한 팬으로, 유소년기에는 아마미 유키에게 말을 거는 형식(아마미씨도 그런적 있어요?와 같은..)의 일기를 쓴 것을 ｢Brilliant Dreams+NEXT」에서 밝혔다.